# Apołłos Musin-Puszkin

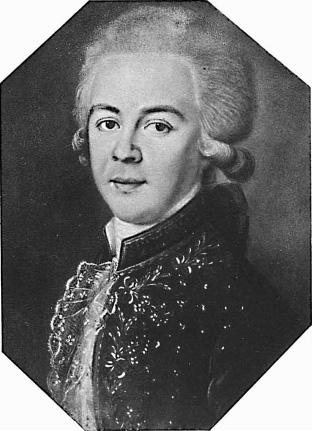
Apołłos Musin-Puszkin

Apołłos Apołłosowicz Musin-Puszkin (ur. 17 lutego 1760 w Petersburgu, zm. 18 kwietnia 1805 w pobliżu Tbilisi) – rosyjski chemik i mineralog, działacz państwowy, hrabia. Był członkiem honorowym Petersburskiej Akademii Nauk (od 1796 roku) oraz członkiem Royal Society (od 1799 roku). 
Wywodził się z rodu Musinów-Puszkinów, jego ojcem był hrabia Apołłos Jepafroditowicz Musin-Puszkin, działacz państwowy i tłumacz. Wykształcenie odebrał w domu, a następnie działał w dyplomacji, uczestnicząc m.in. w negocjacjach w sprawie przyłączenia Gruzji do Rosji. Od 1791 roku był doradcą Ekspedycji Górniczej, w 1796 roku został wiceprzewodniczącym Kolegium Górnictwa. Organizował także badania zasobów mineralnych Kaukazu i Zakaukazia, przyczyniając się do rozwoju górnictwa w tych rejonach. W latach 1799–1805 kierował wyprawą zakaukaską, która badała złoża mineralne Kaukazu i Zakaukazia. 
Był autorem prac naukowych w dziedzinie chemii, jego badania dotyczyły głównie platyny, chromu i metali grupy platynowej. W 1797 roku udało mu się wyizolować szereg soli kompleksowych platyny, uzyskać amalgamat platyny poprzez redukcję chloroplatynianu amonu rtęcią, a także po raz pierwszy uzyskać roztwór koloidalny rtęci metalicznej. W 1800 roku opracował metodę wytwarzania platyny kowalnej poprzez nagrzewanie jej amalgamatu. W tym samym roku odkrył ałun chromowy. Ponadto zaproponował metodę oddzielania platyny od żelaza, otrzymał szereg tlenków chromu i wolframian sodu, a także badał stopy platyny z miedzią i srebrem.